# Linie (województwo wielkopolskie)
Linie – wieś w Polsce położona w województwie wielkopolskim, w powiecie nowotomyskim, w gminie Lwówek.
Wieś szlachecka położona była w 1580 roku w powiecie poznańskim województwa poznańskiego.
W okresie Wielkiego Księstwa Poznańskiego (1815-1848) miejscowość wzmiankowana jako Linie należała do wsi większych w ówczesnym powiecie bukowskim, który dzielił się na cztery okręgi (bukowski, grodziski, lutomyślski oraz lwowkowski). Linie należały do okręgu lwowkowskiego i stanowiły część majątku Lwówek Zamek (niem. Neustadt), którego właścicielem był wówczas (1837) Antoni Łącki. W skład rozległego majątku Lwówek Zamek wchodziło łącznie 36 wsi. Według spisu urzędowego z 1837 roku Linie liczyły 223 mieszkańców i 18 dymów (domostw).
W latach 1975–1998 miejscowość administracyjnie należała do województwa poznańskiego.
Zobacz też: Linie, Liniewko Kościerskie, Liniewo